# Theodor Zechlin (Heimatforscher)
Theodor Zechlin (* 20. Oktober 1818 in Lindow (Mark); † 19. November 1895 in Salzwedel) war ein deutscher Kommunalpolitiker und Apotheker in Salzwedel und ein bedeutender Heimatforscher der Altmark.

## Leben und Wirken
Nach einer Apothekerlehre in Neuruppin zusammen mit dem jungen Theodor Fontane ließ sich Zechlin 1847 als Apotheker in der Kleinstadt Salzwedel nieder, wo er die noch heute existierende Löwen-Apotheke übernahm, die später von seinem Sohn Konrad weitergeführt wurde. Ab 1857 engagierte sich Zechlin als Sekretär des „Altmärkischen Vereins für vaterländische Geschichte und Industrie“ (Nachfolger des bedeutenden Prähistorikers Johann Friedrich Danneil) und veröffentlichte dort zahlreiche Arbeiten über die Geschichte der Altmark von der Urgeschichte bis zur Gegenwart. Besonders bedeutend waren seine archäologischen Aktivitäten, er sicherte zahlreiche frühgeschichtliche Funde in der Region. Sein Sohn Konrad Zechlin setzte diese Forschungsaktivitäten nach 1895 fort.
Daneben war Zechlin auch kommunalpolitisch in Salzwedel aktiv und neben Friedrich Ludwig Meinecke, dem Vater des Historikers Friedrich Meinecke eine der führenden Persönlichkeiten der Konservativen Partei in der Stadt.

## Nachkommen
Theodor Zechlin war mit Konradine, Tochter von Moritz Wilhelm Heffter verheiratet. Die beiden hatten sieben Kinder, unter den Nachkommen befinden sich zahlreiche bedeutende Persönlichkeiten. Zu ihren Enkelkindern gehören der Historiker Egmont Zechlin (1896–1992) sowie die Werkpädagogin Ruth Zechlin (1899–1966).

## Publikationen
- 1857 bis 1895 Herausgeber der „Jahresberichte“ des Altmärkischen Vereins für vaterländische Geschichte und Industrie, dort zahlreiche Aufsätze über die Geschichte und Vorgeschichte der Altmark